# Le Croisty
Le Croisty is een gemeente in het Franse departement Morbihan (regio Bretagne) en telt 735 inwoners (1999). De plaats maakt deel uit van het arrondissement Pontivy.

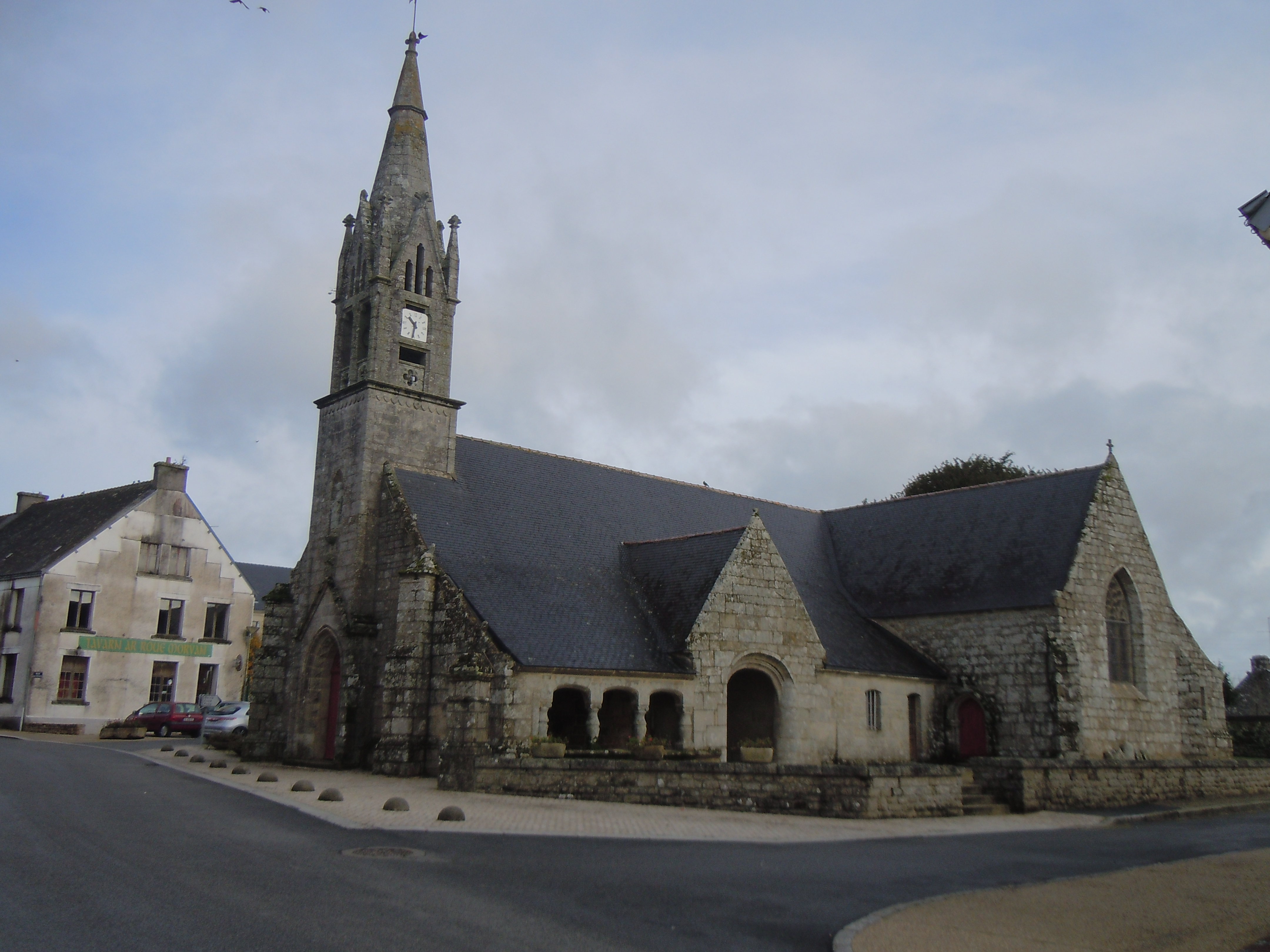
Kerk van St. Johannes de Doper
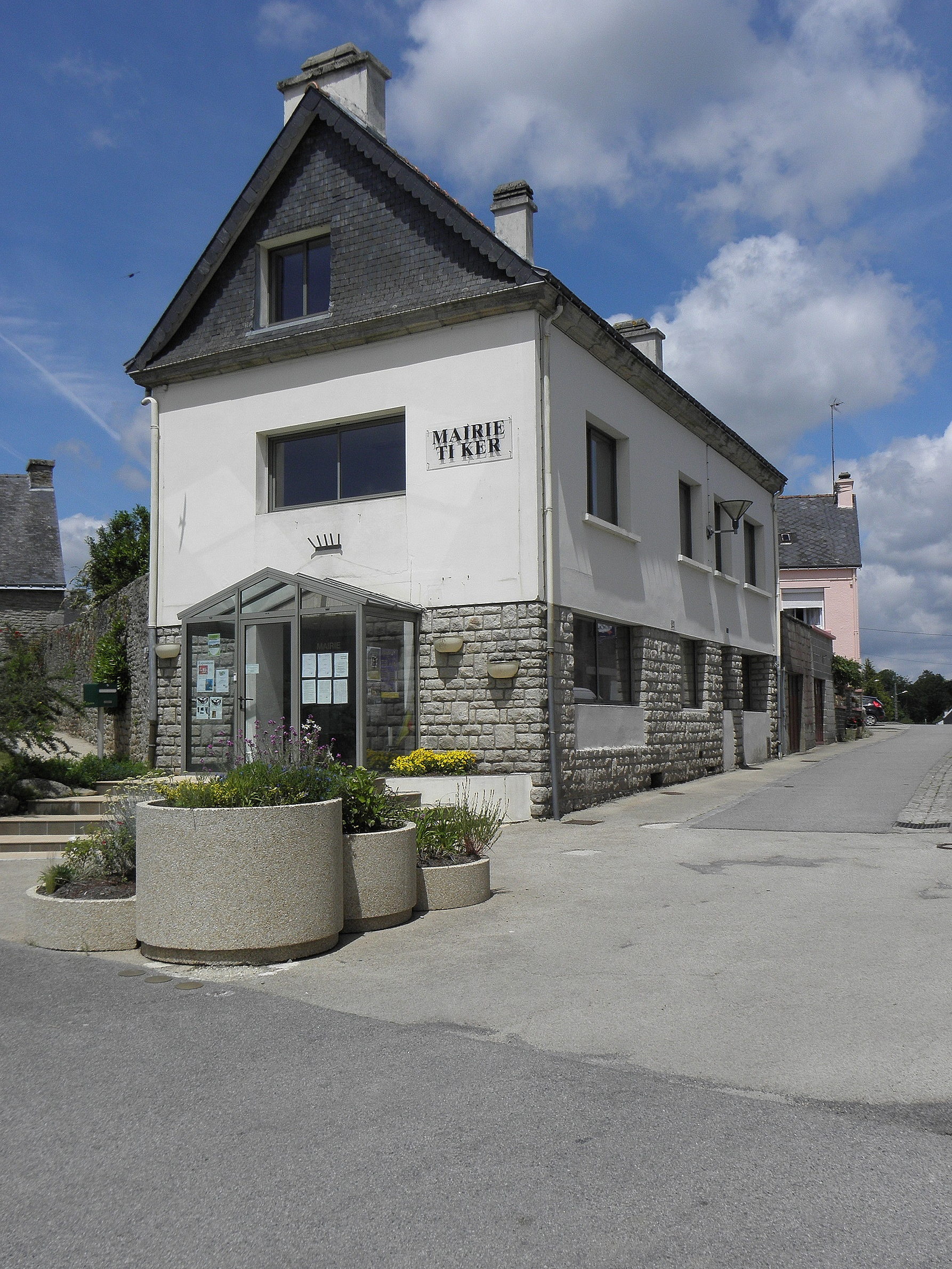
Gemeentehuis

## Geografie
De oppervlakte van Le Croisty bedraagt 16,0 km², de bevolkingsdichtheid is 45,9 inwoners per km².
De onderstaande kaart toont de ligging van Le Croisty met de belangrijkste infrastructuur en aangrenzende gemeenten.

## Demografie
Onderstaande figuur toont het verloop van het inwonertal (bron: INSEE-tellingen).